# Gregori de Cesarea
Gregori de Cesarea o Nazianzeni va ser un religiós romà d'Orient prevere a Cesarea de Capadòcia, probablement entorn el segle vii o posterior, ja que William Smith diu que va viure cap a l'any 940.
Va escriure tres obres principals:
- Vita Sancti Gregorii Nazianzeni, una vida de Gregori de Nazianz elaborada a partir de diverses obres d'aquell teòleg[4]
- Scholia in Orationes XVI. Nazianzeni, aquestes oracions les cita Elies de Creta.
- In Patres Nicaenos, un panegíric sobre els bisbes que van participar al Primer Concili de Nicea.